# Le Grand Tout
Pour plus de détails, voir Fiche technique et Distribution.
Le Grand Tout est un film de science-fiction français réalisé par Nicolas Bazz et sorti en 2015.

## Synopsis
Au départ, ça avait l'air d'être le bon plan. 

En échange d'une sortie de prison anticipée, Niels accepte de piloter 4 scientifiques vers un Trou Noir.

Il y a bien cette sombre histoire de Relativité... si leur voyage ne dure que 6 semaines, 100 ans se seront écoulés sur Terre quand ils reviendront.

Mais Niels n'a pas peur de la Relativité. Il n'a pas peur parce qu'il n'y croit pas.

Après un incident qui propulse leur vaisseau à 10 000 années-lumière, il doit pourtant admettre l'incroyable réalité.

Il est en compagnie de quatre scientifiques avec lesquels il n’a rien en commun, à 20 000 ans de la terre… Quelque part dans le Grand Tout.

Et sur ce coup là, il ne s'en sortira pas en trichant.

## Fiche technique
- Titre : Le Grand Tout
- Titre international : The Big Everything
- Réalisation : Nicolas Bazz
- Scénario : Nicolas et Yann Bazz
- Photographie : Jean-Philippe Bourdon
- Montage : Nicolas Bazz
- Décors : Christian Baquiast
- Costumes : Fabienne Margolliet
- Musique : Christophe Jacquelin
- Producteur : Ann Barrel, Nicolas et Yann Bazz
  - Producteur associé : Bruno Solo
- Société de production : Ombres productions
- Distributeur :
- Pays d'origine :  France
- Genre : science-fiction
- Durée : 130 minutes
- Date de sortie :
  - France : 16 septembre 2015

## Distribution
- Jauris Casanova : Niels
- Hélène Seuzaret : Ariane
- Benjamin Boyer : Sam
- Laure Gouget : Lucie
- Pierre-Alain de Garrigues : Harry

## Revue de presse
- 3 janvier 16, Thierry Noisette, Rue89, « Uchronie, voyage spatial, ado superhéros : coups de cœur de SF ».
- 21 septembre 2015, Laurent Sacco, Futura-Sciences, « Le Grand Tout : un road movie dans l'univers d'Einstein ».
- 22 septembre 2015, Thierry Noisette, Rue89, « Le Grand Tout, un voyage spatial fantastique en huis clos ».
- 11 septembre 2015, Benoît Leprince, Paris Match, « Le Grand Tout a tout pour plaire. ».